# Fautspacher Mühle
Die Fautspacher Mühle ist eine abgegangene Wassermühle bei Fautspach, einem Ortsteil der Gemeinde Althütte im baden-württembergischen Rems-Murr-Kreis. Von der Anlage ist lediglich der Mühlenweiher erhalten.

## Lage
Die Mühle befand sich am östlichen Ortsausgang von Fautspach an der Kreisstraße K 1801 in Richtung der Westermurrer Sägmühle, unterhalb des ehemaligen, den Fautsbach (!) stauenden Mühlenweihers.

## Geschichte
Über die Geschichte der Wassermühle ist nicht viel bekannt, so ist beispielsweise nicht mehr bekannt, ob die Mühle eine Getreide- oder Sägemühle war. Vermutlich stand die Mühle im Zusammenhang mit der Fautspacher Glashütte, die wohl im 16. Jahrhundert zum wirtschaftlichen Aufschwung des kleinen Weilers beigetragen hatte. An die Glashütte erinnert noch der Glashüttenweg in Fautspach; östlich davon erinnern die Mühläcker an die Fautspacher Mühle. Es ist unklar, wann die Mühle abgegangen ist. Zur Zeit der ersten Württembergischen Landesvermessung (um 1830) war die Anlage nicht mehr vorhanden. Der Mühlenweiher wurde als Löschwasserteich erhalten.